# Kiel Baltic Hurricanes 2022
Questa voce raccoglie le informazioni riguardanti i Kiel Baltic Hurricanes nelle competizioni ufficiali della stagione 2022.

## Roster
| Roster dei Kiel Baltic Hurricanes (2022) |
| --- |
| Quarterback - 6 Henrik Wolk - 7 Andrew Dion Running Back - 22 Lorenz Rotermund - 24 Fritjof Richter - 32 Ingmar Hebenstreit - 34 Niklas Ritter FB - 36 Wolf Hulke FB - 44 Logan Moragne Wide Receiver - 9 Khris Vaughn - 10 Cobian Adjei-Freeman - 11 Arvid Lippels - 17 Moritz Reis - 80 Klaas Sengstacke - 81 Nils Hinz - 83 Yannic Aziawor - 86 Marten Klippe - 87 Benedikt Englmann - 89 Michel Peschel Tight End - 82 Lennart Krey Offensive Linemen - 61 Marvin Panienka - 64 Kevin von Kroge - 65 Morten Anderssohn - 66 Till Weihrauch - 71 Thies Wittmann - 74 Marc Harms - 77 Saleem Iqbal - 78 Clemens Wolkenhaar Defensive Linemen - 2 Max Orlowski - 4 Felix Meintz - 42 Sören Haß - 56 Frithjof Wendt - 59 Johannes Michael - 70 Garvey Ihagwaran - 90 Simon Wilken - 91 Sascha Mucenieks - 93 Matthias Reimann - 94 Manuel Raskopp - 96 Tim Maas Linebacker - 5 Jan-Niklas Makoben - 14 Frederik Köhler - 21 Quinlen Dean - 28 Dennis Schipper - 37 Leon Stolp - 44 Malte Stegink - 45 Winfried Opoku - 51 Niclas Pillen - 55 Tristan Thormählen Defensive Back - 8 Sven Rennhack - 18 Gerrit Höppner - 20 Jamie Giesen - 23 CJ Davis - 25 Janik Crone - 26 Philip Stuhr - 27 Malte Karlitschek - 29 Marian Bäcker - 31 Yaw Aboagye - 35 Bodo Bilitewski - 41 David Graf Special Team |

## German Football League 2022

### Stagione regolare
| Braunschweig 22 maggio 2022, ore 15:00 1ª giornata | New Yorker Lions | 14 – 14 (0-0 7-0 7-0 0-14) referto | Kiel Baltic Hurricanes | Eintracht-Stadion (2325 spett.)\| Arbitro: \| Pruin \| |
| Arbitro:                                           | Pruin            |                                    |                        |                                                        |

| Dresda 28 maggio 2022, ore 18:00 2ª giornata | Dresden Monarchs | 15 – 6 (3-0 10-0 0-0 2-6) referto | Kiel Baltic Hurricanes | DDV-Stadion (7343 spett.)\| Arbitro: \| O. Schwarz \| |
| Arbitro:                                     | O. Schwarz       |                                   |                        |                                                       |

| Kiel 4 giugno 2022, ore 16:00 3ª giornata | Kiel Baltic Hurricanes | 33 – 57 (0-21 13-15 6-14 14-7) referto | Potsdam Royals | FC Kilia (1457 spett.)\| Arbitro: \| Pruin \| |
| Arbitro:                                  | Pruin                  |                                        |                |                                               |

| Colonia 11 giugno 2022, ore 15:02 4ª giornata | Cologne Crocodiles | 49 – 0 (14-0 21-0 0-0 14-0) referto | Kiel Baltic Hurricanes | Sportpark Höhenberg (1051 spett.)\| Arbitro: \| D. Schrader \| |
| Arbitro:                                      | D. Schrader        |                                     |                        |                                                                |

| Kiel 2 luglio 2022, ore 16:00 7ª giornata | Kiel Baltic Hurricanes | 21 – 56 (0-7 14-14 0-14 7-21) referto | Cologne Crocodiles | FC Kilia (1237 spett.)\| Arbitro: \| Pruin \| |
| Arbitro:                                  | Pruin                  |                                       |                    |                                               |

| Düsseldorf 23 luglio 2022, ore 16:00 9ª giornata | Düsseldorf Panther | 0 – 14 (0-6 0-0 0-8 0-0) referto | Kiel Baltic Hurricanes | Vfl Benrath (540 spett.)\| Arbitro: \| Kopka \| |
| Arbitro:                                         | Kopka              |                                  |                        |                                                 |

| Kiel 30 luglio 2022, ore 16:00 10ª giornata | Kiel Baltic Hurricanes | 28 – 33 (7-6 0-15 7-6 14-6) referto | Berlin Rebels | FC Kilia (1000 spett.)\| Arbitro: \| Pruin \| |
| Arbitro:                                    | Pruin                  |                                     |               |                                               |

| Kiel 13 agosto 2022, ore 16:00 11ª giornata | Kiel Baltic Hurricanes | 38 – 0 (21-0 3-0 0-0 14-0) referto | Düsseldorf Panther | FC Kilia (1129 spett.)\| Arbitro: \| Pruin \| |
| Arbitro:                                    | Pruin                  |                                    |                    |                                               |

| Berlino 20 agosto 2022, ore 16:00 12ª giornata | Berlin Adler | 35 – 6 (7-0 14-0 0-6 14-0) referto | Kiel Baltic Hurricanes | Stade Napoléon (750 spett.)\| Arbitro: \| Schwarz \| |
| Arbitro:                                       | Schwarz      |                                    |                        |                                                      |

| Kiel 27 agosto 2022, ore 16:00 13ª giornata | Kiel Baltic Hurricanes | 19 – 52 (6-7 7-14 0-24 6-7) referto | New Yorker Lions | FC Kilia (1593 spett.)\| Arbitro: \| Pruin \| |
| Arbitro:                                    | Pruin                  |                                     |                  |                                               |

## Statistiche di squadra
| Competizione      | %Vittorie | In casa | In casa | In casa | In casa | In casa | In casa | In trasferta | In trasferta | In trasferta | In trasferta | In trasferta | In trasferta | Totale | Totale | Totale | Totale | Totale | Totale |
| Competizione      | %Vittorie | G       | V       | N       | P       | Pf      | Ps      | G            | V            | N            | P            | Pf           | Ps           | G      | V      | N      | P      | Pf     | Ps     |
| ----------------- | --------- | ------- | ------- | ------- | ------- | ------- | ------- | ------------ | ------------ | ------------ | ------------ | ------------ | ------------ | ------ | ------ | ------ | ------ | ------ | ------ |
| Stagione regolare | .250      | 5       | 1       | 0       | 4       | 139     | 198     | 5            | 1            | 1            | 3            | 40           | 113          | 10     | 2      | 1      | 7      | 179    | 311    |
| Totale            | .250      | 5       | 1       | 0       | 4       | 139     | 198     | 5            | 1            | 1            | 3            | 40           | 113          | 10     | 2      | 1      | 7      | 179    | 311    |

## Statistiche personali

### Marcatori
| Giocatore  | Ruolo | TD rush | TD recv | TD int | TD p.ret | TD k.ret | TD oth | Xp1 | Xp2 | FG | Saf | Totale |
| ---------- | ----- | ------- | ------- | ------ | -------- | -------- | ------ | --- | --- | -- | --- | ------ |
| Vaughn     |       | 2       | 7       | 0      | 0        | 1        | 0      | 0   | 0   | 0  | 0   | 60     |
| Englmann   |       | 0       | 4       | 0      | 0        | 0        | 0      | 10  | 0   | 1  | 0   | 37     |
| Moragne    |       | 3       | 0       | 0      | 0        | 0        | 0      | 0   | 1   | 0  | 0   | 20     |
| Rotermund  |       | 3       | 0       | 0      | 0        | 0        | 0      | 0   | 0   | 0  | 0   | 18     |
| Sengstacke |       | 0       | 3       | 0      | 0        | 0        | 0      | 0   | 0   | 0  | 0   | 18     |
| Q. Dean    |       | 0       | 0       | 1      | 0        | 0        | 0      | 0   | 0   | 0  | 0   | 6      |
| M. Peschel |       | 0       | 1       | 0      | 0        | 0        | 0      | 0   | 0   | 0  | 0   | 6      |
| M. Reis    |       | 0       | 1       | 0      | 0        | 0        | 0      | 0   | 0   | 0  | 0   | 6      |
| P. Stuhr   |       | 0       | 0       | 0      | 0        | 0        | 0      | 6   | 0   | 0  | 0   | 6      |
| F. Richter |       | 0       | 0       | 0      | 0        | 0        | 0      | 0   | 1   | 0  | 0   | 2      |

### Passer rating
| Giocatore | G | Att | Comp | Int | Yds | TD | NFL    | NCAA   |
| --------- | - | --- | ---- | --- | --- | -- | ------ | ------ |
| Schimenz  | 2 | 13  | 11   | 0   | 114 | 1  | 128,85 | 183,66 |
| H. Wolk   | 8 | 165 | 85   | 10  | 922 | 11 | 65,27  | 108,33 |
| A. Dion   | 4 | 132 | 59   | 4   | 700 | 3  | 56,38  | 90,68  |
| Scott     | 1 | 9   | 4    | 0   | 70  | 1  |        |        |